# Tetragnatha kauaiensis
Tetragnatha kauaiensis är en spindelart som beskrevs av Simon 1900. Tetragnatha kauaiensis ingår i släktet sträckkäkspindlar, och familjen käkspindlar. Inga underarter finns listade i Catalogue of Life.